# 日々にパノラマ
『日々にパノラマ』（にちにちにパノラマ）は、竹本泉による日本の漫画。
『コミックフラッパー』（メディアファクトリー）において、2009年から2011年まで連載された。全21話。
ちょっとした学術都市の形成された太平洋上の火山島で暮らす少年少女の「のほほん」とした日常（たまにちょっとした超常）を描いた物語である。

## 概要
舞台となる島は、東西経180度経線上の地表・海底を結んだ曲線の中間点辺りにあり、行政上は日本国東京都島嶼部に含まれ、気候は亜熱帯である。短編集「よみきり♥もの」の2編『南海の季節』および『ダイナモアイラン』と共通する舞台である。
海洋研究所、火山観測所、地熱発電所、等々の職員とその家族、国立の海洋大学の学生などが暮らす。単一の運営者による小中高一貫教育の学校が存在し、中等部は全学年1クラスの複式学級になっている。2月から11月にかけては温帯の夏のように暑いが、12月と1月だけは寒く、雪が降ったり氷山（島は北半球にあるのに何故か南極型）が漂着したりすることもある。神像や建物などの遺跡があり、前述の学校の高等部の校舎は遺跡の建物を利用している。

## あらすじ
島に暮らす少女・智尋とその級友たちの中3から高2までの日々を描いている。

## 登場人物
小南智尋（こなみ ちひろ）
本作の主人公。ベリーショートでそばかす顔、「ものすごくきれいなオーラ」の持ち主で、他人に（邪念を持たずに）抱きつくと癒やすこともできる。洋太（後述）が好き。父親は海洋研究所職員、母親は中等部・高等部の数学教諭。
塔上洋太（とうがみ ようた）
智尋のクラスメイト。父親は灯台の職員で、灯台の施設に暮らしている。奥手で未自覚だが、智尋のことは好きなようである。
大原深海（おおはら ふかみ）
物語冒頭で転入してきた、洋太の双子の姉（それまで母方の親戚宅で暮らしており、仕事の都合で旧姓を通称としている母親の姓を名乗っている）。人のオーラを見たり、形の歪んだオーラに触って形を整え、元気を回復させたりする能力を持つ。
与古浜みらい（よこはま みらい）
高等部進級時に編入してきて智尋のクラスメイトとなった少女だが、足の骨折のため実際に島に引っ越してきたのは数ヶ月後。洋太が好きだが、気が多いところもあり、転入当初の智尋を男の子だと勘違いしている時期には、智尋と話しているときもオーラが「ハート色」になっていた。

## 書誌情報
- 竹本泉 『日々にパノラマ』 メディアファクトリー〈MFコミックスフラッパーシリーズ〉、全3巻
  1. 2010年2月28日発行（2010年2月23日発売[1]）、ISBN 978-4-8401-2978-7
  2. 2010年10月31日発行（2010年10月23日発売[2]）、ISBN 978-4-8401-3381-4
  3. 2011年6月30日発行（2011年6月23日発売[3]）、ISBN 978-4-8401-4008-9